# Bordal
A bordal a dal egyik változata, amely gyakran az ital dicséretét szólaltatja meg. Lírai műfaj, amelyet a népköltészet is ismer.

## Története
Eredetileg olyan dalt jelentett, amelyet ivás, borozás közben énekeltek, s amely a bort, a borivást magasztalta. Kialakulása az ókori görög költészethez tartozó monódikus lírával hozható összefüggésbe. A műfaj leghíresebb alkotói ebben a korszakban Alkaiosz és az elsősorban bordalairól ismert Anakreón voltak, akik különösen nagy hatással voltak az európai költészetre. A latinoknál Quintus Horatius Flaccus a legkiemelkedőbb szerző, ő a műfajnak egy filozófiai gondolatokkal átszőtt változatát teremtette meg. Az európai középkor jellemző bordaltípusa a vágánsköltészet keretében született meg. A 11-12. századból számos bordal maradt fenn, a legtöbb a Carmina Burana gyűjteményében. (Míg kocsmában jól időzünk...). A 18. század rokokó bordalai Anakreón hangnemében szólaltak meg. A 19. századi magyar irodalomban is kedvelt műfaj volt.

## Ismert bordalok a magyar irodalomban
- Balassi Bálint: Borivóknak való

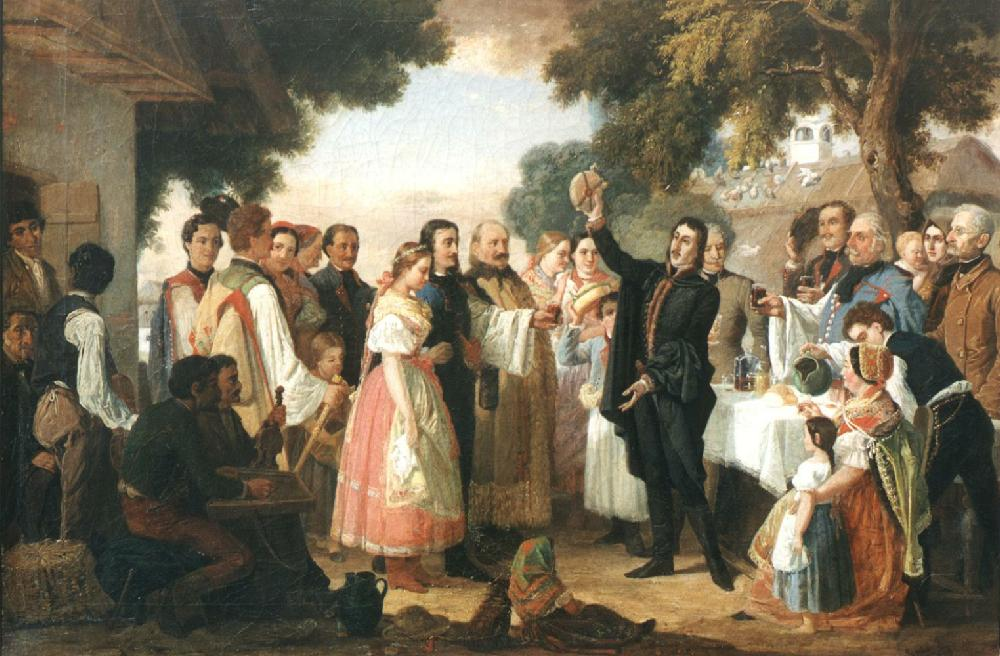
Jankó János: Csokonai a lakodalomban (1869)

- Csokonai Vitéz Mihály: Szerelemdal a csikóbőrös kulacshoz (1802); Bacchushoz (1802)
- Orczy Lőrinc Szerelem és bor; Kazinczy Ferenc Bor mellett
- Kölcsey Ferenc: Bordal
- Bajza József Borének
- Vörösmarty Mihály: Fóti dal (1842); Keserű pohár (1843)
- Petőfi Sándor: Ivás közben (1844)